# Torre del Prezzemolo
La torre del Prezzemolo, detta anche torre del Lazzaretto (turri de su Perdusemini, in sardo campidanese) è una torre costiera di Cagliari, situata poco lontano dal fabbricato settecentesco dell'ex lazzaretto. È raggiungibile dal borgo Sant'Elia, praticando una strada sterrata.
L'edificio sorge su un angusto spuntone roccioso del colle Sant'Elia, a 34 metri sul livello del mare. Il nome "del Prezzemolo" identificava in passato un'altra torre costiera, la vicina torre di cala Fighera, non più esistente.
La torre, chiamata originariamente "torre di Capo Bernat" o "di Cala Bernat" o "del Lazzaretto", ha origini cinquecentesche. Nel 1638 venne dismessa, in seguito alla costruzione della vicina torre di Calamosca. Venne riarmata nel XVIII secolo e nel 1793 ebbe un ruolo di rilievo nel respingere lo sbarco dei francesi. Successivamente la torre venne nuovamente e definitivamente dismessa. Lavori di restauro la interessarono nell'anno 1916, mentre nel 1967 si provvide a puntellare la sottostante roccia con l'edificazione di contrafforti.
L'edificio, di forma tronco-conica, è di modeste dimensioni (circa 11 metri di altezza per quattro di diametro alla base) e rientrava nella tipologia delle torrezillas, ovvero le torri costiere "minori", poco armate e con funzione quasi esclusiva di avvistamento. Era in contatto visivo con diverse torri del golfo degli Angeli, tra cui le vicine torri dei Segnali e di Sant'Elia, oltre che col Castello di Cagliari.
La torre del Prezzemolo venne edificata in pietra calcarea. La camera interna, il cui ingresso è a quattro metri di altezza, presenta volta a cupola. In mancanza di una scala interna in muratura la piazza d'armi era raggiungibile attraverso una botola utilizzando una scala a pioli.